# Panna Julia (film 1951)
Panna Julia (szw. Fröken Julie) – szwedzki dramat filmowy z 1951 roku w reżyserii Alfa Sjöberga. Adaptacja sztuki pod tym samym tytułem autorstwa Augusta Strindberga.
Film zdobył Wielką Nagrodę Festiwalu (odpowiednik późniejszej Złotej Palmy) na 4. MFF w Cannes ex aequo z włoską komedią Cud w Mediolanie Vittoria De Siki.

## Fabuła
Akcja rozgrywa się w posiadłości hrabiego pod koniec XIX wieku. Jego córka, tytułowa panna Julia, wdaje się w romans ze służącym Jeanem, człowiekiem z gminu. Po wspólnym spędzeniu nocy świętojańskiej para snuje plany na przyszłość, ale - by uniknąć skandalu - musi najpierw pomyśleć o ucieczce.

## Obsada
- Anita Björk – panna Julia
- Ulf Palme – Jean
- Märta Dorff – kucharka Kristin
- Lissi Alandh – hrabina Berta
- Anders Henrikson – hrabia Carl
- Inga Gill – Viola
- Åke Fridell – Robert
- Kurt-Olof Sundström – narzeczony Julii
- Max von Sydow – parobek
- Margaretha Krook – guwernantka
- Åke Claesson – lekarz
- Signe Lundberg-Settergren – służąca
- Inger Norberg – Julia jako dziecko
- Jan Hagerman – Jean jako dziecko[3]

## Produkcja
Zdjęcia kręcono między 28 kwietnia a 18 lipca 1950 roku w regionie Sztokholmu (Dalarö, rezydencja Drottningholm, zamek Stora Wäsby).